# 何立峰
何 立峰（か りつほう、簡体字中国語: 何立峰、拼音: Hé Lìfëng ホー・リーフォン、1955年2月4日 - ）は、中華人民共和国の政治家。中国共産党第20期中央政治局委員、現職は党中央財経委員会弁公室主任、国務院副総理。習近平党総書記の側近中の側近として信任が厚い人物の一人とみなされている。

## 経歴
1955年2月4日、福建省竜岩専区永定県（現在の竜岩市永定区）に生まれる。籍貫は広東省興寧市。中学卒業後に文化大革命中の上山下郷運動により下放され、1973年8月、18歳で永定県にあった知青の挿隊に参加、1976年11月には永定県の獅象潭ダム建設に携わった。
高考制度回復後の1978年2月に廈門大学経済学部に入学し、財政金融を専攻した。1981年6月に中国共産党に入党。1984年7月に修士号を取得した後は廈門市経済特区経済研究所に分配され、同年10月に廈門市政府弁公室入りして、官僚としての道を歩み始めた。
翌1985年に弁公室副主任から市の財政局副局長となり、1987年7月に局長に就任した。この年に共産党正定県委員会書記から廈門市の副市長に転任した習近平の知遇を得て、その腹心となって約1年半共に働いた。1990年に杏林区（現在の海滄区）委員会の書記に就任し、1992年には廈門副市長に昇格した。
1995年2月には泉州市に転じ、同市人民政府の代市長、市長、市委員会書記を歴任した。1998年6月に廈門大学で経済学博士号を取得している。2000年4月には習近平も務めた共産党福州市委員会書記、2001年12月には共産党福建省委員会の常任委員を兼ね、副部長級に昇格した。2005年5月には廈門に戻って共産党廈門市委員会書記に任じられ、2007年4月に廈門市の人民代表大会常任委員会主任を兼ねた。同年10月21日に第十七回中央委員会候補委員に選出された。産業界との癒着疑惑があり、2006年に台湾資本のパラキシレン工場を廈門に誘致したが、汚染に対する懸念に端を発した住民の反対運動を受けて、工場を廈門郊外の漳州市にある古雷港経済開発区に移転させた。移転した工場は2015年4月6日に爆発事故を起こして毒ガスが発生、16人が負傷した。
2009年5月、習近平の力添えもあって天津市の役職に転じ、共産党天津市委員会副書記、浜海新区工作委員会書記、管理委員会主任、党組書記兼塘沽区委員会書記に任じられた。浜海新区に危険物倉庫の建設を認めたが、2015年8月12日に爆発事故を引き起こしている。2012年11月14日に第十八回中央委員会候補委員に選出された。2013年1月、中国人民政治協商会議天津市委員会主席に選出されて正部長級に昇格した。翌2014年6月には国家発展改革委員会（発改委）副主任、党組副書記に任じられ、習近平総書記の推進する一帯一路建設工作指導小組の事務局主任を務めた。2017年2月24日に発改委主任に昇格した。この抜擢には党内部で小さくない不満を招いたとされる。発改委主任に就任後は習近平の政治活動に同行することが頻繁になっている。同年10月24日には第十九回中央委員会委員に選出された。
2018年3月14日、第13回中国人民政治協商会議全国委員会副主席に選出されて党・国家指導者となった。3月19日に開催された第13回全国人民代表大会の第一次会議で、国務院総理の李克強から発改委主任に改めて指名された。
中国共産党第二十回全国代表大会で中国共産党中央政治局委員に選ばれる。2023年の全国人民代表大会で国務院副総理に選出。同年、前任の劉鶴に代わって党中央財経委員会弁公室主任にも就任して経済政策の司令塔を担うこととなった。

## 人物
経済通であり、第2次トランプ政権の関税で再燃した米中貿易戦争の際は中国側のカウンターパートを務めている。福建、天津などの沿海部での地方勤務が長く、福建時代では習近平の少人数の結婚式にも出席したという。